# Smyer
Smyer is een plaats (town) in de Amerikaanse staat Texas, en valt bestuurlijk gezien onder Hockley County.

## Demografie
Bij de volkstelling in 2000 werd het aantal inwoners vastgesteld op 480.
In 2006 is het aantal inwoners door het United States Census Bureau geschat op 487, een stijging van 7 (1,5%).

## Geografie
Volgens het United States Census Bureau beslaat de plaats een oppervlakte van
2,0 km², geheel bestaande uit land. Smyer ligt op ongeveer 1033 m boven zeeniveau.

## Plaatsen in de nabije omgeving
De onderstaande figuur toont nabijgelegen plaatsen in een straal van 20 km rond Smyer.